# Kirchbühlkapelle

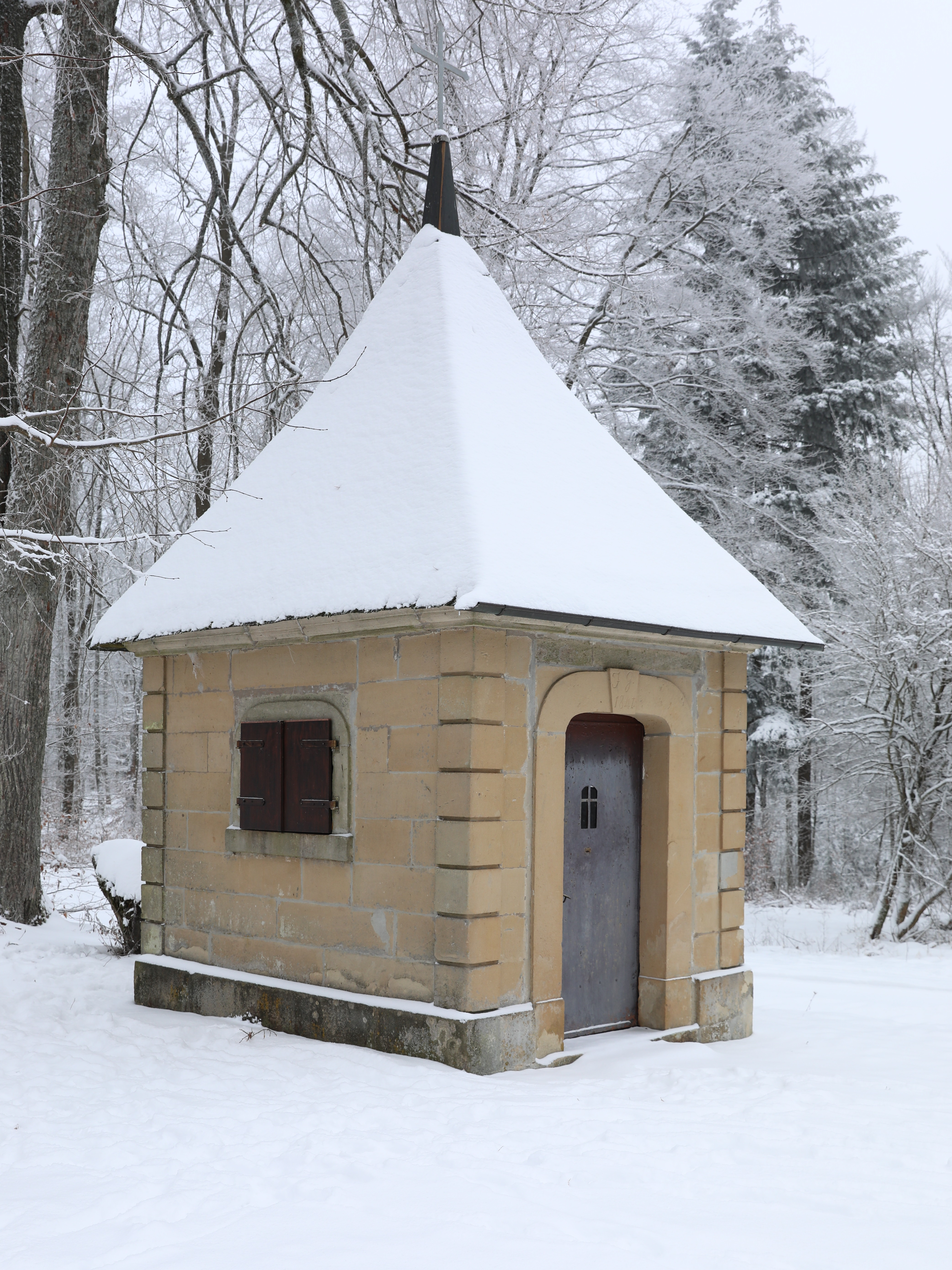
Kapelle auf dem Kirchbühl

Die katholische Kirchbühlkapelle steht im Frankenwald auf einer Höhe von 620 m ü. NHN, etwa drei Kilometer südöstlich von Zeyern, einem Gemeindeteil des oberfränkischen Marktes Marktrodach im Landkreis Kronach. Das denkmalgeschützte Gotteshaus wurde Mitte des 19. Jahrhunderts errichtet.

## Geschichte
Die 1841 von Johann Grebner gebaute
Wegkapelle befindet sich in einer Waldlichtung am Frankenweg. Sie ist das letzte bestehende Bauwerk eines Bauernhofes, der in der wüstgegangenen Einöde Kirchbühl stand.

## Beschreibung
Der quadratische Sandsteinquaderbau hat ein verschiefertes Zeltdach, das von einem Kreuz bekrönt wird. Die Fassade gliedern genutete Ecklisenen. Die beiden Fensterläden und die Eingangstür sind mit Blech beschlagen. Der Scheitelstein des Einganges trägt die Bezeichnung „JG 1841“. Den Innenraum überspannt ein flaches Tonnengewölbe mit Stichkappen.
Der Altar mit seiner geschwungen profilierten Holzverkleidung stammt wohl aus dem 19. Jahrhundert. Auf der Mensa steht ein kleiner, tabernakelartiger Nischenaufbau mit zurückgeschwungenen Seitenteilen. In der Mitte befindet sich ein Vesperbild, von Blütengirlanden, schräg gestellten Vorlagen und Freisäulen flankiert.